# Daina
Daina  è un nome proprio di persona lituano e lettone femminile.

## Origine e diffusione
Significa "canzone" sia in lettone che in lituano. Ha quindi significato simile a quello dei nomi Mahala, Melody e Doina.

## Onomastico
Il nome non è portato da alcuna santa, quindi è adespota; l'onomastico si può festeggiare il 1º novembre, giorno di Ognissanti. Onomastici laici sono fissati in Lituania al 4 marzo e all'8 agosto, e in Lettonia al 23 ottobre.

## Persone
- Daina Gudzinevičiūtė, tiratrice a volo lituana
- Daina Opolskaitė, scrittrice lituana
- Daina Taimina, matematica lettone